# Monumento a Vincenzo Bellini
Il monumento a Vincenzo Bellini è situato al centro della zona est di piazza Stesicoro a Catania.

## La storia
Il monumento venne realizzato dallo scultore Giulio Monteverde, su commissione del comune di Catania, ed inaugurato il 21 settembre del 1882. La sua ubicazione rimase in sospeso fino alla fine in quanto non si riusciva a decidere dove sistemarlo. Un gruppo di catanesi voleva porlo di fronte al teatro Massimo Bellini allora in costruzione, altri al posto della fontana dell'Elefante in piazza Duomo. Soltanto alla fine prevalse la proposta di innalzarlo in piazza Stesicoro. La statua sembra  quasi posta in una posizione "strategica", in quanto durante i giorni di festa dedicati alla patrona della città di Catania (Sant'Agata) proprio quando il fercolo si trova in Piazza Stesicoro, lo stesso Vincenzo Bellini sembra volgere lo sguardo verso la Santa, quasi ad omaggiarla. Si narra infatti che lo stesso compositore catanese, durante la sua giovinezza, fosse molto devoto alla Santa.

## Il monumento
Il monumento, completamente in marmo bianco, ha base quadrata ed è alto quindici metri. Il basamento ha forma di parallelepipedo alta circa tre metri. Su questa base poggiano sette gradini, ad indicare le note musicali, che salgono a tronco di piramide. Alla sommità della scala si innalza una colonna a forma quadrata sulla cima della quale è posta una statua di Vincenzo Bellini seduto su di una sedia. Ai quattro lati della colonna sono poste quattro statue come allegoria delle sue quattro opere più celebri: Norma, I puritani, La sonnambula e Il pirata. Una cancellata bassa in ferro battuto fa da contorno al monumento.